# Mark Kirkland
Mark Kirkland es el director de numerosos episodios de la serie animada Los Simpson. En 2005, había dirigido 58 episodios, más que cualquier otro director, siendo una cantidad similar a los episodios escritos por John Swartzwelder. También estuvo trabajando en el programa como director durante más tiempo que el resto de los creadores, con la excepción de David Silverman, ya que dirigió episodios desde la segunda temporada. En la temporada 18 fue el director supervisor de la serie por primera vez. Su padre es Douglas Kirkland, quien fue fotógrafo de Marilyn Monroe, John Lennon, y muchas otras celebridades.
Cuando tenía 17 años, Kirkland comenzó a estudiar Animación de Programas Experimental en el California Institute of the Arts, una de las escuelas de arte más importantes de Estados Unidos, en donde fue muy ayudado por Jules Engel, Kenneth O'Connor, Ollie Johnston, y Moe Gollub. Después de terminar su carrera, intentó trabajar en Disney, pero no fue aceptado. Sin embargo, Gollub le sugirió que trabajase para Hanna-Barbera.
En 1976, ganó el Premio de la Academia de Estudiantes en la categoría Animación junto con Richard Jeffries por la película animada hecha por la canción "Fame" de David Bowie.

## Episodios deLos Simpsondirigidos por Kirkland
Temporada 2
- "Dancin' Homer"
- "Bart Gets Hit By A Car"
- "Principal Charming"
- "The War Of The Simpsons"

Temporada 3
- "Homer Defined"
- "Burns Verkaufen der Kraftwerk"
- "Homer Alone"
- "Colonel Homer"

Temporada 4
- "Kamp Krusty"
- "Lisa the Beauty Queen"
- "Lisa's First Word"
- "Last Exit to Springfield"

Temporada 5
- "Homer's Barbershop Quartet"
- "Marge on the Lam"
- "Homer and Apu"
- "Burns' Heir"

Temporada 6
- "Lisa's Rival"
- "Sideshow Bob Roberts"
- "Fear of Flying"
- "Homer vs. Patty & Selma"
- "The Springfield Connection"

Temporada 7
- "Lisa the Vegetarian"
- "Team Homer"
- "A Fish Called Selma"
- "Summer of 4 Ft. 2"

Temporada 8
- "The Homer They Fall"
- "Mountain of Madness"
- "The Old Man and the Lisa"

Temporada 9
- "Treehouse of Horror VIII" (como "Mad Dog Kirkland")[2]
- "All Singing, All Dancing"
- "Bart Carny"
- "Girly Edition"

Temporada 10
- "The Wizard of Evergreen Terrace"
- "D'oh-in' In the Wind" (con Matthew Nastuk)[3]
- "Marge Simpson in: "Screaming Yellow Honkers""
- "The Old Man and The "C" Student"

Temporada 11
- "Brother's Little Helper"
- "Little Big Mom"
- "Pygmoelian"
- "Behind the Laughter"

Temporada 12
- "The Computer Wore Menace Shoes"
- "Simpson Safari"

Temporada 13
- "The Parent Rap"
- "Sweets and Sour Marge"
- "Gump Roast"

Temporada 14
- "Helter Shelter"
- "The Dad Who Knew Too Little"
- "Three Gays of the Condo"

Temporada 15
- "The Regina Monologues"
- "Diatribe of a Mad Housewife"
- "My Big Fat Geek Wedding"

Temporada 16
- "All's Fair in Oven War"
- "Mommie Beerest"
- "Don't Fear the Roofer"

Temporada 17
- "Bonfire of the Manatees"
- "The Italian Bob"
- "Kiss Kiss, Bang Bangalore"

Temporada 18
- "Moe'N' A Lisa"

Temporada 19
- "He Loves to Fly and He D'ohs"
- "That 90's show"

Temporada 20
- "The Burns and the Bees"
- "No Loan Again, Naturally"

Temporada 21
- "Bart Gets a 'Z'"
- "Postcards from the Wedge"
- "The Squirt and the Whale"

Temporada 22
- "Elementary School Musical"
- "Homer the Father"
- "Homer Scissorhands"

Temporada 23
- "Replaceable You"
- "Politically Inept, with Homer Simpson"
- "Beware My Cheating Bart"

Temporada 24
- "Penny Wiseguys"
- "Homer Goes to Prep School"
- "Dark Knight Court"

Temporada 25
- "Four Regrettings and a Funeral"
- "The Kid Is All Right"
- "You Don't Have to Live Like a Referee"

Temporada 26
- "Super Franchise Me"
- "I Won't Be Home for Christmas"